# Хасдрубал Гискон
Вижте пояснителната страница за други личности с името Хасдрубал.
Хасдрубал Гискон (на латински: Hasdrubal Gisco; † 202 пр.н.е.) е картагенски генерал през втората пуническа война.
Той е син на генерал Хамилкар Гискон († 237 пр.н.е.), който е убит от неговите наемни войници през 237 пр.н.е.
Хасдрубал Гискон се бие против римляните от 214 пр.н.е. при двамата братя на Ханибал, Хасдрубал Барка и Магон Барка в Испания. Той допринася на големите победи през 211 пр.н.е. в битките при Кастуло и Горен Бетис. През 206 пр.н.е. той претърпява заедно с Магон загуба от Сципион Африкански в битката при Илипа и след това напуска Испания.
През 204 пр.н.е. Сципион Африкански пристига в Африка и Хасдрубал Гискон става главен командир и води войната против римляните заедно с западнонумидийския цар Сифакс. Нумидйците са спечелени за съюз с картагенците, понеже Хасдрубал оженил красивата си дъщеря Софонисба за Сифакс. През 203 пр.н.е. двамата военачалници са нападнати в техния военен лагер и претърпяват пълна загуба. Хасдрубал бяга в град Картаген, а Сифакс в родината си.
Хасдрубал след това е осъден от карагенците на смърт. Той се самоубива чрез отрова на гроба на баща си през 202 пр.н.е.